# In the Land of Leadale
У Світі Лідейл (яп. リアデイルの大地にて, Riadeiru no Daichi nite, In the Land of Leadale) — японська серія ранобе, написана Ceez та ілюстрована Tenmaso. Публікувалася онлайн з листопада 2010 до грудня 2012 року на сайті Shōsetsuka ni Narō. Згодом її придбало видавництво Enterbrain, яке з січня 2019 року випустило вісім томів під імпринтом Famitsu Bunko.
Манґа-адаптація з ілюстраціями Дашіо Цукімі та композицією Рьо Сузукадзе публікується онлайн на сайті Dengeki PlayStation Comic Web від ASCII Media Works з липня 2019 року та зібрана у п'ять томів танкобон. Як ранобе, так і манґа ліцензовані в Північній Америці видавництвом Yen Press. Аніме-серіал від студії Maho Film виходив у ефір із січня по березень 2022 року.

## Сюжет
В Японії VRMMORPG Leadale, яка пропонує надзвичайно гнучку систему кастомізації, за останні роки стала надзвичайно популярною. Молода дівчина Кейна Кагамі, яка через параліч постійно перебуває на апаратах життєзабезпечення, використовує цю гру, щоб взаємодіяти зі світом із лікарняного ліжка. Коли вона несподівано помирає через вимкнення апарату під час відключення електроенергії, то опиняється у світі Leadale у тілі свого ігрового аватара Кейни. На її подив, у грі минуло 200 років з моменту її останнього входу, а сім королівств, які вона знала, були зруйновані війною та перетворилися на три нові: Фельскейло, Гельшпер і Оталоквес.
Кейна починає освоюватися в новому світі та зустрічає трьох NPC-дітей, яких створила в грі. Вона дізнається, що її смерть породила чутки, які зіпсували репутацію Leadale та призвели до закриття гри. Проте, як з'ясовується, кілька інших гравців також опинилися у світі гри, деякі з них — уже багато років. До того ж нинішні королівства все частіше зазнають нападів високорівневих монстрів, які вийшли з-під контролю після раптового закриття Leadale.
Зустрівши свого колишнього ігрового наставника Опуса, Кейна дізнається, що Leadale спочатку було створено спеціально для неї, щоб допомогти їй вийти з ізоляції після нещасного випадку, але згодом гру комерціалізували. Однак у системі стався фатальний збій, через який свідомості кількох гравців перенеслися у віртуальний світ Leadale. Після смерті Кейни Опус синхронізував ігрову систему з її новою ельфійською душею, фактично перетворивши світ Leadale на справжній живий світ.
Однак закриття Leadale також означало необхідність стримування найскладніших випробувань гри — Монстрів Подій, які набули власної волі. Вони були запечатані в руїнах колишньої столиці Бурого королівства, що нині відома як Покинута столиця, але бар'єр почав слабшати. Незабаром усі гравці, які опинилися в цьому світі, повинні об'єднатися, щоб зупинити безпрецедентну навалу, яка загрожує знищити світ Leadale.

## Медіа

### Ранобе
«In the Land of Leadale» написана Ceez і проілюстрована Tenmaso. Спочатку серіалізувалася онлайн на сайті Shōsetsuka ni Narō з листопада 2010 до грудня 2012 року. У січні 2019 року Enterbrain почав випуск серії у друкованому форматі під імпринтом Famitsu Bunko. На даний момент випущено вісім томів. Yen Press ліцензував серію для Північної Америки.
| № | Дата виходу     | ISBN                   |
| - | --------------- | ---------------------- |
| 1 | 30 січня 2019   | ISBN 978-4-04-735469-2 |
| 2 | 30 травня 2019  | ISBN 978-4-04-735640-5 |
| 3 | 30 жовтня 2019  | ISBN 978-4-04-735802-7 |
| 4 | 30 березня 2020 | ISBN 978-4-04-736050-1 |
| 5 | 28 серпня 2020  | ISBN 978-4-04-736220-8 |
| 6 | 27 лютого 2021  | ISBN 978-4-04-736509-4 |
| 7 | 30 серпня 2021  | ISBN 978-4-04-736702-9 |
| 8 | 28 січня 2022   | ISBN 978-4-04-736929-0 |

### Манґа
Адаптація манґи, ілюстрована Дашіо Цукімі та створена Рьо Судзуказе, почала серіалізуватися онлайн на сайті Dengeki PlayStation Comic Web від ASCII Media Works у липні 2019 року. На даний момент випущено п'ять танкобонів. Yen Press також ліцензував манґу англійською.
| № | Дата виходу       | ISBN                   |
| - | ----------------- | ---------------------- |
| 1 | 26 березня 2020   | ISBN 978-4-04-866984-9 |
| 2 | 26 серпня 2020    | ISBN 978-4-04-913363-9 |
| 3 | 26 квітня 2021    | ISBN 978-4-04-913759-0 |
| 4 | 8 січня 2022      | ISBN 978-4-04-914115-3 |
| 5 | 25 листопада 2022 | ISBN 978-4-04-914725-4 |
| 6 | 27 жовтня 2023    | ISBN 978-4-04-915355-2 |

### Аніме
22 лютого 2021 року була анонсована аніме-адаптація. На Kadokawa Light Novel Expo 2020 було розкрито, що це телевізійний серіал, анімацією якого займалася Maho Film. Серіал зрежисував Такеюкі Янасе, сценарій курував Кадзуюкі Фудеясу, дизайном персонажів займалися Тошіхіде Мацуdate, Ері Кодзіма та Кахо Деґучі, а музику склав Кудзіра Юмемі. Серіал транслювався з 5 січня до 23 березня 2022 року на Tokyo MX та інших каналах. Початковою темою є «Happy encount» від TRUE, а завершальною — «Hakoniwa no Kōfuku» (Щастя в мініатюрному саду) від Азузи Тадокоро. Crunchyroll транслював серіал.

#### Список епізодів
| № серії | Назва серії | Режисер(и)         | Сценарист(и)     | Режисер(и) анімації | Оригінальна дата показу |
| ------- | --- | ------------------ | ---------------- | ------------------- | ----------------------- |
| 1       | «Корчма, вежа, ведмідь і бенкет» Транслітерація: «Yadoya to, Tō to, Kuma to, Enkai» (яп. 宿屋と、塔と、熊と、宴会)                                                            | Такеюкі Янасе      | Кадзуюкі Фудеясу | Такеюкі Янасе       | 5 січня 2022            |
| 2       | «Поранений чоловік, королівська столиця та гра з синами в квача» Транслітерація: «Keganin to, Ōto to, Musuko-tachi to, Onigokko» (яп. 怪我人と、王都と、息子たちと、鬼ごっこ) | Наойоші Кусака     | Кадзуюкі Фудеясу | Тецуро Аміно        | 12 січня 2022           |
| 3       | «Дочка, Колізей, втрата контролю та аперкот» Транслітерація: «Musume to, Tōgijō to, Bakusō to, Appākatto» (яп. 娘と、闘技場と、爆走と、アッパーカット)                        | Томіхіко Окубо     | Кадзуюкі Фудеясу | Томіхіко Окубо      | 19 січня 2022           |
| 4       | «Син, бій, подорож і бандити» Транслітерація: «Musuko to, Kenka to, Tabi to, Yatō» (яп. 息子と、喧嘩と、旅と、野盗)                                                           | Хіроші Сайто       | Кадзуюкі Фудеясу | Куніхіса Сугісіма   | 26 січня 2022           |
| 5       | «Онук, онука, правнук і фортеця» Транслітерація: «Magomusuko to, Magomusume to, Himago to, Toride» (яп. 孫息子と、孫娘と、曾孫と、砦)                                         | Кьохей Оябу        | Кадзуюкі Фудеясу | Кьохей Оябу         | 2 лютого 2022           |
| 6       | «Скельні големи, вождь, скелети та феї» Транслітерація: «Rokku Gōremu to, Tōmoku to, Gaikotsu to, Yōsei» (яп. ロックゴーレムと、頭目と、ガイコツと、妖精)                     | Такеюкі Янасе      | Кадзуюкі Фудеясу | Такеюкі Янасе       | 9 лютого 2022           |
| 7       | «Ведмеже полювання, королева, лазня та монстри» Транслітерація: «Kumagari to, Ōjo to, Ofuro to, Kaijū» (яп. 熊狩りと、王女と、お風呂と、怪獣)                                 | Хіромічі Матано    | Кадзуюкі Фудеясу | Кьохей Оябу         | 16 лютого 2022          |
| 8       | «Битва, перемога, розмова та інформація» Транслітерація: «Sentō to, Shōri to, Kaiwa to, Jōhō» (яп. 戦闘と、勝利と、会話と、情報)                                              | Наойоші Кусака     | Кадзуюкі Фудеясу | Куміко Хабара       | 23 лютого 2022          |
| 9       | «Ще один візит, русалка, непорозуміння та зомбі» Транслітерація: «Saihō to, Ningyo to, Gokai to, Zonbi» (яп. 再訪と、人魚と、誤解と、ゾンビ)                                  | Томіхіко Окубо     | Кадзуюкі Фудеясу | Томіхіко Окубо      | 2 березня 2022          |
| 10      | «Дворецький, корабель-привид, палата та палац Короля-дракона» Транслітерація: «Shitsuji to, Yūreisen to, Yōshi to, Ryūgūjō» (яп. 執事と、幽霊船と、養子と、竜宮城)            | Масакадзу Такахаші | Кадзуюкі Фудеясу | Куніхіса Сугісіма   | 9 березня 2022          |
| 11      | «Вступ, карета, покоївка та переїзд» Транслітерація: «Shōkai to, Basha to, Meido to, Hikkoshi» (яп. 紹介と、馬車と、メイドと、引っ越し)                                       | Наойоші Кусака     | Кадзуюкі Фудеясу | Йоко Хагівара       | 16 березня 2022         |
| 12      | «Переїзд, будівництво, політ і Земля» Транслітерація: «Ijū to, Kenchiku to, Hikō to, Daichi» (яп. 移住と、建築と、飛行と、大地)                                               | Такеюкі Янасе      | Кадзуюкі Фудеясу | Такеюкі Янасе       | 23 березня 2022         |